# Броссе, Марий Иванович
Ма́рий Ива́нович Броссе́ (фр. Marie-Félicité Brosset, груз. მარი ფელისიტე ბროსე; 24 января (5 февраля) 1802 года, Париж — 3 сентября 1880, Шательро) — французский и русский востоковед широкого профиля, наиболее известный как картвеловед и основоположник грузинской археологии. Получал духовное образование, однако в 20-летнем возрасте решился посвятить себя синологии, очень быстро — в 1826 году — перешёл к кавказоведению. Не сумев реализовать себя во Франции, в 1837 году переехал в Россию, к тому времени будучи автором 47 научных работ, из которых 36 были посвящены Грузии. В 1838 году избран экстраординарным академиком Петербургской академии наук. С 1839 года преподавал грузинский язык в Академии наук и Петербургском университете; в 1847 году избран ординарным академиком. В 1847—1848 годах по поручению Академии совершил путешествие в Грузию и Армению. В 1859—1867 годах был главой восточного отделения Русского археологического общества, в течение 29 лет возглавлял также нумизматический отдел Эрмитажа. Опубликовал более 270 работ на французском, латинском, русском и грузинском языках. Скончался и похоронен во Франции. Его научное наследие во Франции было практически забыто, а в России оказалось «в тени» Н. Я. Марра.

## Франция (1802—1837)

### Становление
Будущий учёный родился 5 февраля 1802 года в Париже в семье небогатого коммерсанта Жана-Филиппа Броссе, и стал его третьим сыном. По настоянию бабушки ему дали женское имя — Мари-Фелисите — впоследствии он называл себя по-мужски Ксавье. Отец умер вскоре после рождения сына в возрасте 24 лет, мать — Анна-Генриетта Беккер — переехала к родным в Орлеан. Детей она отдала на обучение в духовную школу, а сама вступила в Амьенский монастырь, где и скончалась. Начальное образование Броссе завершил в 1816 году в Орлеане, далее учился в риторическом классе подготовительной семинарии и в 1817 году продолжил обучение в семинарии в Исси. В 1818 году поступил послушником в монружский иезуитский монастырь. Продолжая обучение, он занимался античными языками, древнееврейским и арабским, и до такой степени заинтересовался Востоком, что в 1820 году решил выйти из духовного звания и заняться синологией. Средств на продолжение учёбы не было, он был вынужден довольствоваться дипломом репетитора начальных классов (который он получил в 1821 году), также он сдал экзамен на бакалавра литературного факультета Парижской академии, поразив комиссию степенью владения классическими языками. Мать убеждала его не расставаться с церковью, в результате в январе 1822 года он был рукоположён в священника епископом Амьенским и был назначен преподавателем классических языков Сент-Ашельской семинарии. Там он проработал около 10 месяцев, после чего навсегда порвал с духовной карьерой.
Осенью 1823 года знаменитый издатель Ф. Дидо предложил молодому филологу отредактировать греческую версию трактата «О подражании Христу» Фомы Кемпийского. Издание вышло с подписью «Ксаверий Броссе, студент иезуитов». В это время он занимался китайским, тибетским и маньчжурским языками в Коллеж де Франс под руководством Ж. Абеля-Ремюза, который дал ему тему — памятник древнекитайской поэзии «Ши-цзин». 7 февраля 1825 года Броссе был избран в Азиатское общество. Позднее его сын и биограф Лоран утверждал, что в 1823 году Броссе начал изучение русского языка, а в 1826 году заинтересовался грузинским языком и приступил к переводу с русского языка учебника Фиралова, который закончил в 1827 году. В тот же период он занимался изучением грузинской Библии под руководством Жана де Сен-Мартена. В конце 1826 года Ксавье Броссе сжёг все свои заметки и работы по древнекитайской филологии и совершенно отказался от синологии, Лоран Броссе утверждал, что дело было в размолвке с Абелем-Ремюза.

### Французский картвеловед

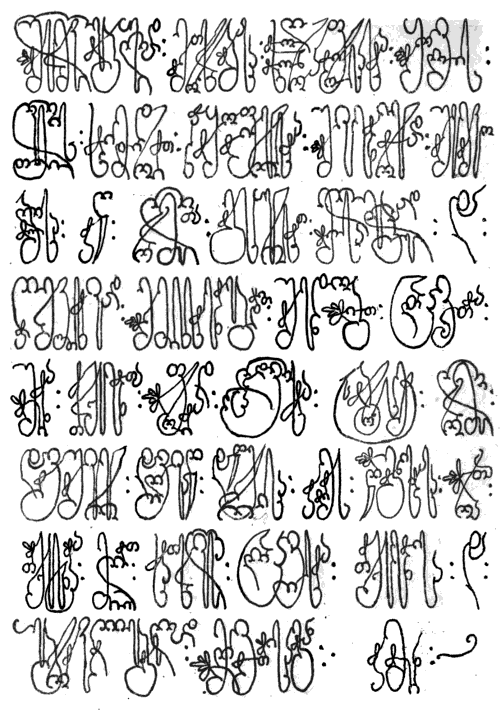
Грузинские монограммы из работы Броссе Mémoires Inédits, Relatifs l’Histoire et à la Langue Géorgiennes (1833 год)

В 1827 году Броссе представил в Азиатское общество первые работы по грузиноведению, это были, преимущественно, доклады о словарях и пособиях по грузинскому языку, имевшихся в Европе. В 1830 году он столкнулся с нехваткой материалов и обратился к правительству Франции с просьбой командировать его в Грузию. Академия его поддержала, был составлен план 4-летней стажировки, причём год предстояло провести в Петербурге и Москве для изучения библиотек и архивов Российской империи. План получил одобрение во всех инстанциях, однако начавшаяся Июльская революция сделала невозможным его осуществление.
В 1831 году в Париж прибыли племянники последнего имеретинского царя Соломона II — Вахтанг и Тариэл, с которыми Броссе мог практиковаться в языке и перевёл для них французскую грамматику. Идея поехать в Россию не оставляла исследователя, он списался с Ф. Шармуа, через которого познакомился с Х. Френом. Броссе по совету последнего обратился к Теймуразу — известному учёному, сыну последнего грузинского царя. В подарок ему Броссе отправил только что изданную «Картлис цховреба» — историческую хронику, рукопись которой хранилась в Парижской национальной библиотеке.
Теймураз Багратиони переписывался с Броссе в 1831—1835 годах и стал его главным наставником в грузинской истории и филологии. Будучи старше его на 20 лет и не имея собственных детей, он отнёсся к французскому энтузиасту почти как к сыну. Отношения между ними не всегда были гладкими, о чём свидетельствует одно из писем:

Если ты признаёшь меня руководителем и учителем, то я должен то смеяться, то одобрять, то поправлять, то разъяснять. Не всегда буду одобрять. Ты не бойся. Есть ученики, которые любят похвалу. Правда, в некоторых твоих работах есть ошибки, но перед Богом говорю: «Да, достойны похвалы усердие и труд твой!»
Ещё в 1832 году скончался А. Ж. де Сен-Мартен — французский наставник Броссе, который не закончил редактирование многотомной «Истории Византии» Лебо. Выпускал его Ферман Дидо, который и предложил Броссе закончить редактирование.
В 1834 году министр просвещения Франсуа Гизо, сам — знаменитый историк — ознакомившись с работами Броссе, предложил ему организовать научное путешествие в Грузию, но на сей раз российское правительство заподозрило его в причастности к грузинскому заговору 1832 года и не дало разрешения на въезд в страну. К тому времени Броссе уже был женат, не имея притом постоянного заработка и места работы. Он неоднократно ходатайствовал об открытии кафедры грузинского языка в Школе восточных языков и Коллеж де Франс, но ему отказывали. В 1833 году неудачей окончилась попытка избрания в Академию надписей и изящной словесности, а в 1834 году — попытка устроиться библиотекарем в Парижском университете. Он попытался устроиться корректором в Королевскую типографию, но был уволен после испытательного срока и вынужден был занять то же место в частном издательстве. От напряжённой работы стало слабеть зрение. В 1835 году Азиатское общество предложило Броссе закончить грузинскую грамматику Клапрота. Тот к тому времени скончался, а набор книги был доведён только до 113 страницы. Поскольку Броссе лучше владел языком и имел другие филологические взгляды, он изменил план работы, а уже набранную часть снабдил своими комментариями и списком исправленных ошибок. Книга вышла в 1837 году и стала третьим по счёту пособием по грузинскому языку, опубликованным на Западе.
В конце 1836 года Броссе был избран адъюнктом Петербургской Академии наук. Поскольку Ф. Шармуа был вынужден выехать на лечение в Италию, президент Академии граф С. Уваров решил пригласить на его место Броссе. К тому времени встал вопрос об изучении в Академии языков Грузии и Армении, и кандидатура Броссе представилась весьма кстати. 7 апреля 1837 года назначение было утверждено российским императором Николаем I. 18 июля 1837 года Броссе с семьёй прибыл в Петербург.

## Россия (1837—1880)

### Петербург и Москва

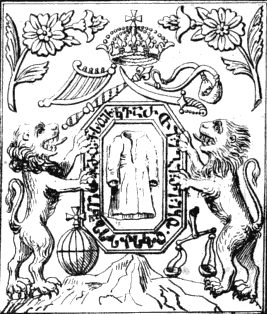
Герб рода Багратиони из книги Броссе Chronique géorgienne, traduite par m. Brosset jeune membre de la Société asiatique de France (1830 год)

К моменту переезда в Россию, М. Броссе было 36 лет, его жене — 28, старшей дочери Генриетте — 8 лет, сыну Феликсу — 3 года и дочери Марии — два с половиной года. Семью почти сразу прописали в академическом доме на углу 7-й линии и набережной Невы, невдалеке (на 3-й линии) квартировал Теймураз Багратиони — старший наставник. Броссе к тому времени был достаточно известным учёным — он опубликовал 47 научных работ, из которых 36 были посвящены Грузии. Первой задачей, которую он разрешил в Петербурге — изготовление грузинского печатного шрифта (мхедрули) для типографии Академии наук. Работы начались ещё в Париже по прописям царевича Теймураза, с собой Броссе привёз матрицы, по которым в 1838 году были отлиты шрифты для основного текста и для примечаний. Тогда же были начаты работы и по армянскому шрифту, и к 1840 году Броссе смог опубликовать все имевшиеся при нём рукописи и эпиграфические памятники.
В 1838 году Броссе был командирован в Москву для изучения архивов и библиотек представителей грузинской диаспоры. Итоги командировки подвёл граф С. Уваров в рапорте на Высочайшее имя:

…Описал Броссе 85 надписей на гробницах грузинских князей и вельмож, прибывших в Россию при Петре Великом. <…> Нашёл 13 рукописей на пергаменте очень древних и хорошо сбережённых. <…> Но всего важнее манускрипт известного творения Вахушта, которое содержит в себе географическое описание и самую полную историю Грузии по 1755 год.
Рукопись Вахушти Багратиони Броссе в 1842 издал на французском языке. Готовясь к путешествию на Кавказ в 1858 году, её изучал Александр Дюма. Следующей большой работой стала совместная с Теймуразом Багратиони и Давидом Чубинашвили публикация второго комментированного издания «Витязя в тигровой шкуре» на грузинском языке.
Сразу после возвращения из Москвы, Броссе занялся преподаванием грузинского языка, сначала при Академии наук, а затем в университете, где в 1841 году он прочитал годичный курс в весеннем и осеннем семестрах. Официально преподавание грузинского языка началось с декабря 1844 года Д. Чубинашвили. Кроме того, в 1842—1843 годах Броссе исполнял обязанности инспектора частных школ и пансионов Петербурга.
Интенсивно трудясь в области картвелистики, Броссе сохранял интерес и к другим областям востоковедения. В 1840 г. он составил рукописный каталог дальневосточной коллекции Азиатского музея. Упоминаемые в нём рукописи и ксилографы впоследствии получили в научной литературе условное собирательное название «коллекция Броссе», хотя в состав этой «коллекции» в действительности входят памятники, поступившие в Азиатский музей из самых разных источников.
В 1841—1843 годах Броссе работал в Публичной библиотеке под началом А. Н. Оленина. На посту библиотекаря ему было поручено составить каталог китайских и маньчжурских книг, который он подготовил на основе работы Иакинфа (Бичурина), что вызвало возмущение последнего. Из-за разногласий со следующим директором — Д. Бутурлиным, Броссе был уволен. Поскольку из-за напряжённых занятий пошатнулось здоровье учёного (особенно пострадало зрение), летом 1845 года М. Броссе испросил разрешение на поездку в Италию. В Венеции он встретился с мхитаристами, работал в библиотеке их ордена. Из Венеции Броссе поехал к Ф. Шармуа в Тулон, добравшись в конце концов до Парижа. Уже 25 сентября он вернулся в Петербург, посетив по пути Копенгаген, где был избран членом Королевского общества северных антиквариев.

### Путешествие в Грузию и Армению

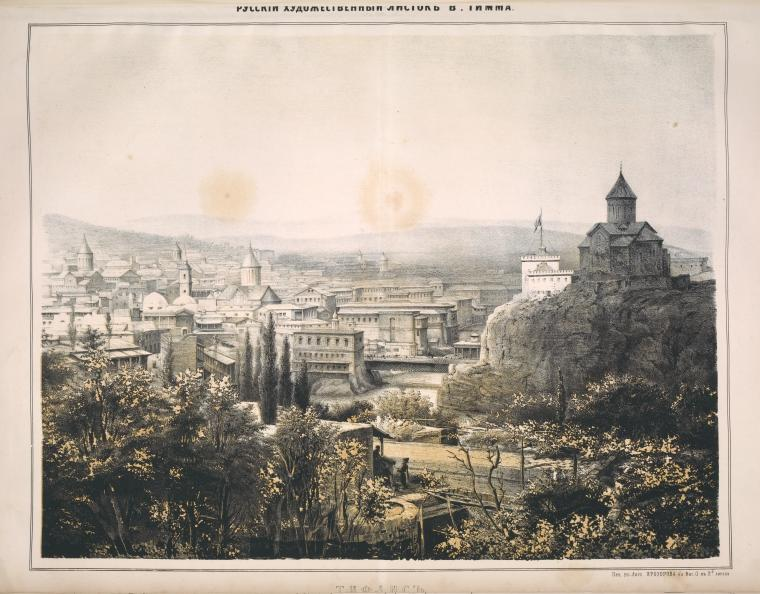
Тифлис в 1851 году. «Русский художественный листок» В. Тимма

Вернувшись из Европы, М. Броссе возобновил попытки получить разрешение на экспедицию в Грузию и Армению. В разгар приготовлений скончался Теймураз Багратиони (23 сентября 1846 года), Броссе произнёс надгробную речь по-грузински и публично назвал себя его учеником. Тогда же планами Броссе заинтересовался князь Воронцов, который предложил для экспедиции сумму в 1500 рублей серебром, а также рекомендации ко всем властям местностей, которые путешественник пожелает посетить. 25 апреля 1847 года Комитет министров разрешил Академии командировать Броссе в Грузию на год.
Броссе выехал из Петербурга 13 августа 1847 года на тарантасе, который выбирал лично (он обошёлся Академии в 165 рублей). Подзорную трубу предоставил секретарь Академии П. Фусс, поскольку заказанную в Англии не успели привезти. Академическая типография оснастила академика чернилами и бумагой для съёмки эпиграфических памятников по методу Миллена (камень покрывался типографской краской, и с него делалось негативное изображение на влажную бумагу). В декабре 1847 года, в отсутствие Броссе, Совет Академии избрал его ординарным академиком.

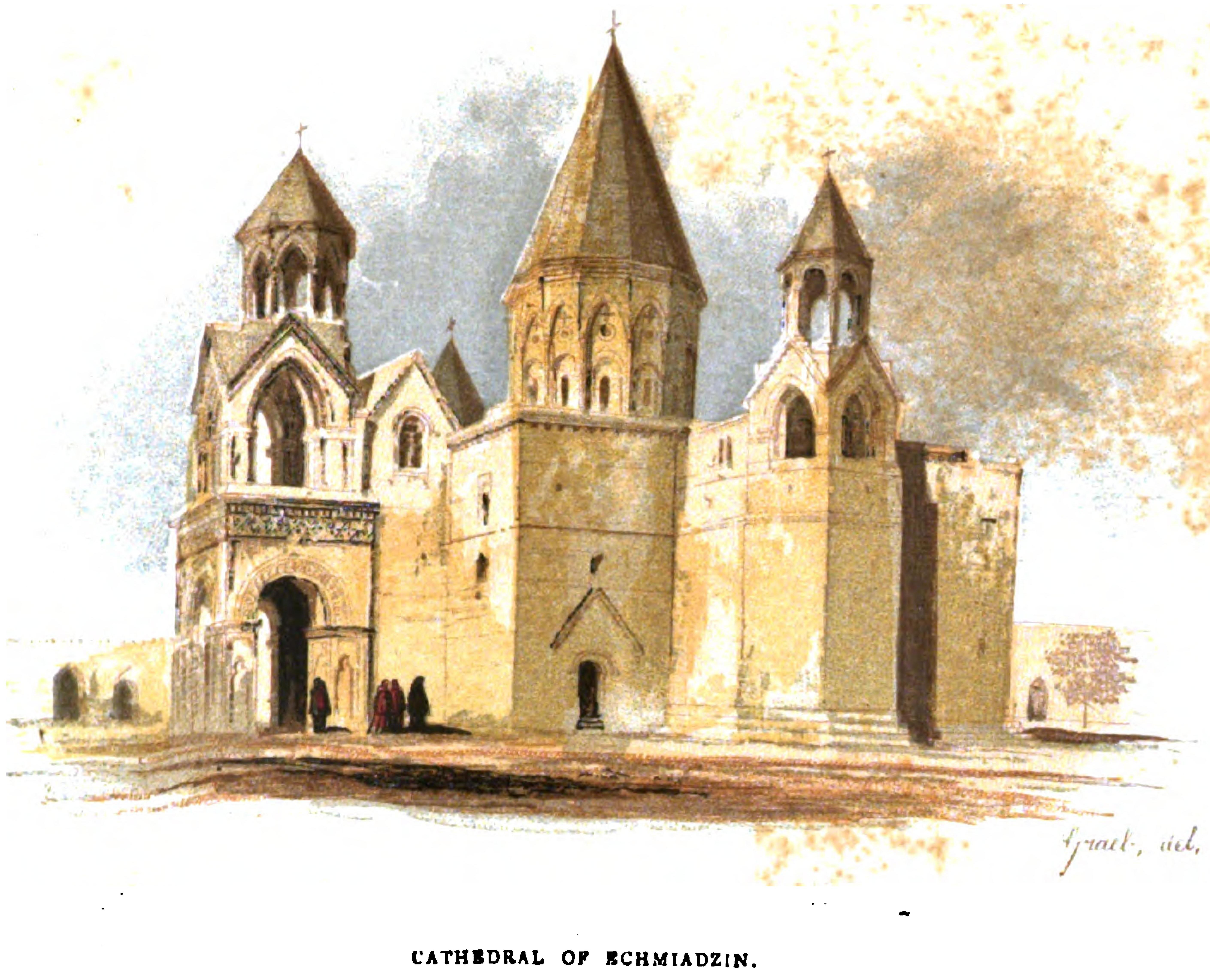
Собор Эчмиадзинского монастыря в 1854 году. По рисунку А. фон Гакстгаузена

Через Москву, Новочеркасск, Ставрополь, Владикавказ и Дарьяльское ущелье 31 августа М. Броссе прибыл в Тифлис. Этот город стал стационарной базой экспедиции, программу которой академик изложил в статье «О необходимости и способах изучать памятники старины Грузии». Поездки его совершались по радиальным маршрутам сначала в район Тетри-Цкаро, далее в Телави — центр Кахетии. Обнаружилось, что ни у Броссе, ни у прикомандированного к нему топографа не хватает навыков для фиксации памятников и надписей; пришлось нанять русского художника Ивана Муслова. Следующая экскурсия в Месхети была удачной: за полтора месяца удалось собрать множество эпиграфических памятников, не только грузинских, но и армянских, еврейских и арабских. В поездке Броссе сопровождал писатель Георгий Гемрекели.
В начале 1848 года Броссе отправился в Эчмиадзинский монастырь, где пробыл половину января и почти весь февраль. Работа в патриаршей библиотеке была плодотворной, но из-за сильных морозов не удалось совершить задуманных экскурсий, в том числе в Ани. По возвращении в Грузию помпезную встречу ему устроил в Гори Георгий Эристави.
Затем Броссе посетил Кутаиси и Зугдиди, из Сухума он на пароходе добрался до Пицунды и вернулся в Тифлис. 23 июля он отбыл из Тифлиса на перекладных и уже 8 августа возвратился в Петербург. Отчёты Броссе на французском языке публиковались в трёх томах, вышедших в 1849—1851 годах под громоздким названием «Донесения об археологическом путешествии в Грузию и Армению, предпринятом в 1847—1848 годах под покровительством наместника Кавказского князя Воронцова членом Императорской Академии наук господином Броссе». Отдельным томом вышел альбом зарисовок храмов, выполненных Мусловым. Броссе стремился популяризировать свой труд, выдержки из него и краткий отчёт он публиковал в газетах «Кавказ» и «Азиатский журнал» в том числе на русском языке.

### Дальнейшая работа. Кончина
После возвращения с Кавказа Броссе занялся публикацией грузинских исторических источников, в первую очередь «Картлис цховреба». В его распоряжении были три рукописи этого памятника — одна принадлежала Румянцевскому музею, одна пришла из собрания царевича Теймураза Багратиони, третью прислал из Грузии Николай Палавандишвили. Броссе доказал, что этот памятник представляет собой собрание разных летописей, сведённых в компиляцию в XVIII веке. Аргументы для таких выводов давали сравнения с армянским переводом, который также он видел в трёх разных рукописях — одну обнаружил П. Иоселиани в Тифлисе, в библиотеке армянского архиепископа, две других описал сам Броссе — в библиотеке мхитаристов в Венеции и в Эчмиадзине. Издание вышло в четырёх томах в 1849—1856 годах, оно содержало общее введение, грузинский текст с французским переводом и отдельно «Дополнения». Однако современным стандартам текстологии издание не удовлетворяет: взяв за основу рукопись Палавандишвили, Броссе заполнил лакуны по другим спискам, не делая никаких примечаний. Этот текст получил название «Списка Броссе».
В 1851 году Броссе был избран членом Императорского Русского археологического общества. С 1859 по 1867 год он возглавлял его восточное отделение, а с 1851 по 1879 год — отдел монет и медалей (нумизматический кабинет) Эрмитажа. В 1866 году он был избран членом-корреспондентом Прусской академии наук.
С 1860-х годов внимание Броссе всё больше занимает арменоведение — в основном это была источниковедческая работа, связанная с выявлением и публикацией исторических памятников. Он проделал значительную работу по изучению всех материалов, связанных с развалинами Ани — столицы Анийского княжества, обладание которым оспаривали Багратиды, Византия и Грузинское царство. Обобщённые Броссе материалы вышли в двух томах в 1860—1861 годах под названием «Руины Ани». Вплоть до выхода в 1934 году монографии Н. Я. Марра, это было наиболее исчерпывающее исследование по армянским древностям. В 1864—1866 годах он издал в двух томах сочинение Степаноса Орбеляна, и в 1874—1876 годах сборник переводов средневековых армянских историков.
В конце 1870-х годов резко ухудшилось здоровье учёного. В мае 1880 года он испросил в Академии отпуск и отправился во Францию к старшей дочери Генриетте, жившей в Шательро. Согласно информации корреспондента газеты «Новое время», он даже отказался отпраздновать 50-летие научной деятельности, надеясь дожить до полувекового пребывания в России. Однако на рассвете 3 сентября 1880 года он скончался в возрасте 78 лет и был погребён на городском кладбище. Первый некролог вышел в газете «Голос Шательро», затем сообщения поместили петербургские издания. Гражданские панихиды провели в Тифлисе, Кутаисе, Гори и Ахалцихе. Вдове учёного — Августе-Викторине Броссе — Академия назначила пенсию в 2500 рублей в год. Была также идея учредить премию Броссе и стипендию его имени для студентов-грузин, обучавшихся в Петербурге, но реализована она не была.

## Наследие и оценки
В отчёте Академии наук за 1880 год была опубликована первая биография Броссе и неполный список его трудов. Сын Броссе — Лоран (Лаврентий Мариевич) — в 1887 году опубликовал в Петербурге аналитическую библиографию работ отца, в которую включил 271 библиографическую единицу. Ещё 10 трудов (от 3-страничной заметки об армянском произношении, до 400-страничного «Очерка критической истории Грузии») остались неопубликованными. Своё книжное собрание и архив Броссе завещал Академии наук, они перешли в фонд Азиатского музея и академической библиотеки, дублеты книг были переданы Петербургскому университету. К. Залеман в 1904 году издал своё описание архива и библиографии Броссе, основываясь, преимущественно на «Аналитической библиографии», но по-другому систематизировал материал. В 1923 году было принято решение все рукописи и книги из собрания Броссе передать Грузии. Несмотря на протесты С. Ф. Ольденбурга и Н. Я. Марра, 308 библиографических единиц рукописей, из 700, хранящихся в разных учреждениях Петрограда, были отправлены в Тифлис (ныне в Национальном центре рукописей). Грузинские манускрипты из собрания Броссе удалось отстоять.
В 1902 году было торжественно отмечено 100-летие со дня рождения учёного. Панихида была отслужена в тифлисском костёле Успения Богородицы на латинском и грузинском языке, в службе участвовал хор З. Палиашвили. В Петербурге было проведено юбилейное заседание Русского археологического общества, доклад читал Н. Я. Марр. С изменениями текст его выступления увидел свет в XIV томе «Записок восточного отделения Русского археологического общества». С известными оговорками, характеристика Марра признаётся и современными исследователями:

Броссе… не останавливался на изложении и филологическом толковании грузинских исторических текстов. Он обращался к источникам местным, откуда черпали или должны были черпать свои данные грузинские историки. Он изучал вглубь и вширь грузинскую да и армянскую нумизматику, сфрагистику и эпиграфику. Громадное большинство этих документальных памятников он и обнародовал впервые. <…> На критику целого Броссе не отважился. Для такой критики, по существу, тогда и не было данных. Прежде всего в ориенталистической науке тогда в отношении Грузии чувствовали лишь пробел по её истории, был спрос только на новые какие-либо исторические сведения грузинских источников. На Броссе, естественно, падала обязанность заполнить этот пробел. Открывшаяся глазам Броссе историческая картина Грузии в трудах грузинских учёных и писателей XVII—XVIII веков с избытком удовлетворяла запросы тогдашнего востоковедения. <…> В свою очередь, подготовка Броссе, как сына своего века, не была настолько глубока, чтобы он имел право на установление самостоятельной теории в области, куда он из европейцев вступал первый в специальном звании учёного исследователя. К такому начинанию его не предрасполагали и его, несомненно недюжинные, способности, по характеру более пассивные или репродуктивные, чем активные и творческие. Вообще склад ума Броссе был не синтетического порядка: занимаясь с увлечением наблюдателя-энтузиаста отдельными фактами и явлениями, прослеживая до последней возможности их подробности, он избегал обобщений.
Бо́льшая часть трудов М. И. Броссе была посвящена сложному для освещения и описания периоду грузинского средневековья. Он является первым исследователем грузинской историографии и археологии и первым учёным, который опубликовал грузинские исторические источники в оригинале и с французским переводом. Ш. А. Хантадзе отмечал, что:

…Огромные фолианты Броссе рассеяли всякое пренебрежение к грузинской литературе, грузинской культуре
Знакомство с работами Броссе оказало значительное влияние на юную Марджори Уордроп, посвятившую свою жизнь изучению Грузии и грузинского языка. В дальнейшем Броссе оказался практически забыт. О. В. Иодко, опубликовавшая краткую биографию к 190-летию со дня рождения, отмечала что, отчасти, этому способствовал «географический разброс жизни»: уехав из Франции в Россию, он оторвался от французского научного сообщества. Уехав из России умирать во Францию, он лишил себя корней на новой родине: так и не были реализованы планы поставить памятник или мемориальную доску, отсутствует биография Броссе и в фундаментальной «Истории отечественного востоковедения первой половины XIX века».
Больше всего для исследования наследия и личности Броссе в XX веке сделали учёные Кавказа. В 1964 году С. Кубанейшвили подготовил и напечатал переписку Броссе и Теймураза Багратиони на грузинском языке, в 1971 году вышла монография Ш. А. Хантадзе. В 1983 году Гастон Буачидзе опубликовал книгу «Мари Броссе. Страницы жизни», в 1996 году она вышла на французском языке. К 200-летию М. И. Броссе в Ереване был выпущен сборник его памяти, включающий статьи Ж. Сен-Мартена, Г. А. Шрумпфа, О. Г. Зарбаляна и Н. Я. Марра.
Именем Броссе названа улица в Тбилиси.

## Семья
- Сын — Броссе, Лаврентий Мариевич (Brosset Laurent; 1839—1906) — историк, консул в Испании и Франции. 30 Января 1903 года признан в потомственном Дворянстве Российской империи[36].